# Kraljev Vrh (Čabar)
Kraljev Vrh je naselje u Hrvatskoj u sastavu Grada Čabra. Nalazi se u Primorsko-goranskoj županiji. 

## Zemljopis
Sjeverno-sjeverozapadno su Vrhovci, sjeverozapadno su Lazi, Tršće i Ferbežari, zapadno je Selo, jugozapadno su Sokoli, Prhci i Pršleti, južno je Smrečje, jugoistočno su Požarnica, Plešce i Kamenski Hrib, istočno su Okrivje i Mandli, istočno-sjeveroistočno su Donji Žagari, sjeverno-sjeveroistočno su Gornji Žagari.

## Stanovništvo
| broj stanovnika | 34    | 27    | 25    | 23    | 31    | 35    | 24    | 29    | 24    | 24    | 19    | 19    | 18    | 19    | 14    | 14    | 8     |
|                 | 1857. | 1869. | 1880. | 1890. | 1900. | 1910. | 1921. | 1931. | 1948. | 1953. | 1961. | 1971. | 1981. | 1991. | 2001. | 2011. | 2021. |